# Trollryggen
Der Trollryggen (norwegisch für Trollgrat) sind eine Gruppe von bis zu 2670 m hohen Nunatakkern im ostantarktischen Königin-Maud-Land. Sie sind Teil eines vergletscherten Gebirgskamms im südöstlichen Abschnitt des Gebirges Sør Rondane.
Wissenschaftler des Norwegischen Polarinstituts benannten sie 1988.